# 盛姓
盛姓在《百家姓》中排名第146位。主要集中在浙江、山东、湖南，江西一带。
2023年中華民國內政部姓名統計分析 （页面存档备份，存于）中，盛姓在台灣排名第177名，共2,693人。

## 起源
盛姓出于姬姓，关于盛姓的起源说法很多。比较通行的说法有两种：一是春秋时期，在今天山东华丰一带有一个盛国，也是周初的分封国。盛国势力弱小，常受周边大国欺凌，最后被齐国所灭。盛国人为纪念亡国，遂改姓为盛；二是周初功臣召公奭的后人，为避汉元帝（劉奭）讳，遂该姓为盛。

## 延伸阅读
[在维基数据编辑]
 《百家姓》
 《欽定古今圖書集成·明倫彙編·氏族典·盛姓部》，出自陈梦雷《古今圖書集成》